# تیم ملی بسکتبال زنان استونی
تیم ملی بسکتبال زنان استونی، (استونیایی: Eesti naiste korvpallimeeskond) نماینده استونی در مسابقات بین‌المللی بسکتبال زنان است.